# Fakhri El Ghezal
Fakhri El Ghezal, né en 1981 à Akouda, est un photographe tunisien.

## Biographie
Diplômé de l'Institut supérieur des beaux-arts de Tunis, il participe en 2002 à une exposition collective de peinture à l'espace Aire Libre d'El Teatro à Tunis.
En 2006, ses clichés du village de Takrouna sont récompensés par le troisième prix du concours organisé par l'Arab Tunisian Bank dans la catégorie « Art et culture ».

## Expositions
- 2005 : Rencontres internationales photographiques de Ghar El Melh (Tunisie)
- 2007 : The Abdel Basset Patchwork, rencontres internationales de Bamako (Mali)

## Publications
- Dans la ville et au delà. Bamako 2007 (ouvrage collectif), éd. Marval, Paris, 2007  (ISBN 9782862344119)